# 1982 în informatică
- 1981 în informatică — 1982 în informatică — 1983 în informatică

1982 în informatică a însemnat o serie de evenimente noi notabile:

## Evenimente
- 1 februarie: apare 80286, un microprocesor al companiei Intel utilizat de calculatoarele IBM PC/AT (model IBM 5170)

- februarie: Este creată Compaq Computer Corporation de către Rod Canion, Jim Harris și Bill Murto.

- mai: Microsoft lansează MS-DOS 1.1

- NEC Corporation a introdus pe piața japoneză NEC PC-9801

- este fondată Sun Microsystems de 4 către studenți de la Universitatea Stanford din Stanford, California: Andy Bechtolsheim, Bill Joy, Vinod Khosla și Scott McNealy. Numele companiei este un acronim provenit de la Stanford University Network, Rețeaua Universității Stanford.

- este fondată Lotus Software de către Mitch Kapor și Jonathan Sachs, cu sprijinul lui Ben Rosen

- este prezentat ZX Spectrum Sinclair

- apare TeX 82, un sistem de culegere a documentelor creat de Donald E. Knuth

- 19 septembrie: primul emoticon digital folosit într-un mesaj de Scott Fahlman de la Universitatea Carnegie Mellon din Pittsburgh, Pennsylvania

- 1 august: apare pe piață primul microcomputer Commodore 64

## Premiul Turing
- Stephen Cook